# Омельницький ліцей
Опорний заклад «Омельницький ліцей» виконавчого комітету Омельницької сільської ради Кременчуцького району Полтавської області — комунальний заклад загальної середньої освіти, розташований в Омельницькій громаді Кременчуцького району Полтавської області України. Заклад функціонує як опорна школа, забезпечуючи освітні послуги для учнів кількох населених пунктів громади.

## Історія
Витоки освіти Омельника беруть свій початок з далекого 1874 року, коли в селі діяла земська школа, але навчанням вона охоплювала невелику кількість дітей. У 1912 році тут була церковно-парафіяльна та міністерська школи. Перша світова імперіалістична війна завдала багато горя і втрат трудящим Омельника. На деякий період було припинено і навчання дітей. Перший пореволюційний випуск Омельницької школи відбувся у 1924 році.
З 1928 року в Омельнику почала працювати семирічна школа, розташована в двох приміщеннях. Приміщення були одноповерховими, криті залізом. Ця школа функціонувала до 1936 року, а в 1936 році в новозбудованому приміщення відкрилась десятирічна школа, де навчалося понад 800 дітей Омельника та сусідніх сіл.
13 вересня 1941 року село захопили окупанти. Але навіть під час війни працювала початкова школа, було чотири групи учнів. Два роки село знаходилась під окупацією гітлерівських загарбників. У приміщенні середньої школи знаходився госпіталь для німецьких окупантів. Після визволення села в цьому ж році було організовано навчання дітей. Директором школи став Пилипейко Сергій Дмитрович. Через певний час директором школи призначити Владімірова Івана Степановича. Завучем був Курінний В.К., а потім -Наливайко Уляна Семенівна, яка до цього працювала діловодом, старшою піонервожатою, учителем історії.
В повоєнні роки школи працювали у пристосованих приміщеннях, але жага до навчання була настільки великою, що педагогічний колектив і батьки створили більш-менш нормальні умови для навчання. Всі будівельні роботи проводили самі, підручників не було, писали на вільних місцях у книгах чорнилами, які робили з буряка, марганцю. Столи і лавки збирали по селу.
У 1961 році почали будувати нову школу. Працювали всім селом: батьки, вчителі, старші учні. Класи – великі і світлі, просторий коридор, працював буфет. Пізніше побудували ще одне приміщення, потім – майстерню і їдальню. Школа стала 8-річною, а в 1969 році відбувся перший випуск 10 класу.
У 70-ті – на початку 80-х років потужність школи не відповідала запитам. Навчання проходило в дві зміни. З 1977 року директором школи почав працювати Роговий Валерій Феодосійович. З ініціативи та винахідливості директора школи Рогового В.Ф. та директора радгоспу «Кременчуцький» Яроменка О.X.(школу було сфотографовано з висоти) у ЦК партії було отримано згоду на будівництво нової школи. За рекордно короткий термін була побудована загальноосвітня школа радгоспу «Кременчуцький», яка гостинно відкрила свої двері 01 вересня 1982 року.
Розпорядженням голови районної державної адміністрації від 13.06.2005 р. № 212 Омельницьку загальноосвітню школу І-III ступенів реорганізовано в Омельницький аграрний ліцей. З 2006 року колектив ліцею очолює Яроменок Ольга Павлівна. Омельницький навчально-виховний комплекс, як заклад нового типу, виник на теренах Кременчуцького району у 2005 році шляхом реорганізації Омельницької ЗОШ І-ІІІ ступенів в Омельницький аграрний ліцей, а в 2007 році – в аграрно-екологічний ліцей. З 2009 року школа стала навчально-виховним комплексом, який включав у себе дошкільний підрозділ, ліцей та інтернат.
З 2016 року – Омельницький ліцей Омельницької сільської ради Кременчуцького району Полтавської області.
З 2018 року ліцей реорганізовано в опорний заклад «Омельницька загальноосвітня школа І-ІІІ ступенів виконавчого комітету Омельницької сільської ради Кременчуцького району Полтавської області».
У січні 2023 року опорний заклад «Омельницька загальноосвітня школа І-ІІІ ступенів виконавчого комітету Омельницької сільської ради Кременчуцького району Полтавської області» реорганізовано в опорний заклад «Омельницький ліцей» виконавчого комітету Омельницької сільської ради. Кременчуцького району Полтавської області.

## Участь в освітніх ініціативах
У 2022 році ліцей увійшов до числа 16 пілотних шкіл України, відібраних для участі в проєкті «Прозора школа», ініційованому НАЗК.
14 травня 2024 року в ліцеї відкрито перший у Полтавській області Хаб доброчесності — простір для антикорупційної просвіти серед учнів та освітян. Захід відбувся в межах обласного форуму «Культура доброчесності в освітньому менеджменті».

## Унікальні здобутки
Під час відкриття Хабу доброчесності було презентовано першу в Україні поштову марку та конверт на тему доброчесності, створені учнями в межах конкурсу «Сила доброчесності».

## Співпраця та партнерство
1 листопада 2024 року у м. Вінниця в рамках діяльності Хабу доброчесності було підписано два важливих Меморандуми про співпрацю: між адміністраціями ліцеїв та між учнівськими самоврядуваннями опорного закладу «Омельницький ліцей» та Комунального закладу «Вінницький ліцей № 20». Ця подія стала знаковою для освітньої спільноти Омельницької громади, адже вона підтверджує нашу відданість принципам доброчесності, якості освіти та розвитку учнівського самоврядування. Співпраця з одним із провідних освітніх закладів Вінниці відкрила для Омельницького ліцею нові можливості для обміну досвідом, підвищення рівня навчання та формування доброчесного освітнього середовища.

## Визнання
У 2024 році Омельницький ліцей став першим закладом в Україні, що підписав Декларацію доброчесності разом із НАЗК.